# Paul Hunter (realizador)
Paul Hunter é um diretor de videoclipe muito notado pela criação de vídeos visualmente distintos para música popular alternativa. Já dirigiu mais de 100 vídeos musicais. Também fez vários videos comerciais e foi nomeado para o Emmy for Freestyle, comercial da Nike
Seu trabalho mais popular foi com o clipe Me Against The Music parceria entre as cantoras Britney Spears e Madonna. O clipe regerou grande polêmica na mídia e rendeu vários prêmios, entre eles 4 no Billboard Awards
Tendo trabalhado com músicos como Marilyn Manson, Aaliyah, Jennifer Lopez, Lenny Kravitz, Christina Aguilera, Eminem, Ashanti, Mariah Carey, Will Smith, Maroon 5,  TLC, Michael Jackson e sua irmã Janet Jackson.
Paul Hunter não tem um estilo musical certo para qual ele trabalha. Faz videoclipes desde o Rock ao Hip-Hop, fortalecendo uma base de clientes de vários gêneros.